# Oettersdorf
Oettersdorf – miejscowość i gmina w Niemczech, w kraju związkowym Turyngia, w powiecie Saale-Orla, siedziba wspólnoty administracyjnej Seenplatte.